# Нурутдинов, Саид
Саид Нурутдинов (7 июля 1926 — 1981) — передовик советской металлургии, мастер прокатного цеха Узбекского металлургического завода имени В. И. Ленина Совнархоза Узбекской ССР, город Беговат Ташкентской области, Герой Социалистического Труда (1960).

## Биография
Родился 7 июля 1926 года в городе Каттакурган Зеравшанского округа Узбекской ССР в узбекской семье. 
Подростком обучился ремеслу металлурга на Урале. В 1943 году принял участие в строительстве, а затем в монтаже оборудования Узбекского металлургического завода имени Ленина в городе Беговат Ташкентской области. После завершения строительства, в 1944 году, стал трудиться здесь вальцовщиком. Позже стал работать мастером прокатного цеха. За ударный труд в годы войны был представлен к награде - Ордену Красного Знамени.
Около 30 лет мастер стана "300" возглавлял бригаду сортопрокатчиков №1. Это была лучшая и ударная бригада на заводе. Постоянно становились победителями социалистического соревнования, о методах этой бригады говорили на многих предприятиях отрасли.  
Указом Президиума Верховного Совета СССР от 28 мая 1960 года за достижение высоких показателей в производстве продукции металлургии Саиду Нурутдинову было присвоено звание Героя Социалистического Труда с вручением ордена Ленина и медали «Серп и Молот».
Продолжал работать на заводе, возглавлял бригаду. В 1976 году вышел на пенсию, но продолжал трудиться на другом участке цеха.  
Избирался делегатом XXII съезда КПСС, был депутатом Верховного Совета Узбекской ССР. 
Проживал в городе Бекабат. Умер в 1981 году. 

## Награды
За трудовые успехи удостоен:
- золотая звезда «Серп и Молот» (28.05.1960)
- два ордена Ленина (11.01.1957, 28.05.1960)
- Орден Красной Звезды (25.11.1946)
- Медаль «За трудовую доблесть» (05.11.1954, 26.04.1963)
- Медаль «За трудовое отличие» (24.01.1950)
- другие медали.
- Почётный металлург СССР